# 야니 킹
야니 킹(Yaani King, 1981년 8월 10일 ~ )은 미국의 배우, 텔레비전 배우, 영화배우이다.
브루클린에서 태어났다.

## 영화
- 배드 헤어 (2020년) - 시스타 역
- 딜리버런스 크리크 (2014년)
- 친구와 애인 사이 (2013년) - 재스민 역
- 아름다운 인생 (2008년)
- 세이빙 그레이스 (2007년)
- 넘버스 시즌1 (2005년)
- 내 남자친구는 왕자님 (2004년) - 아만다 역